# Керимов, Ибрагим Ахмедович
Ибраги́м Ахме́дович Кери́мов (род. 15 сентября 1955, Чарский район, Семипалатинская область) — российский учёный, профессор, доктор физико-математических наук, академик Академии наук Чеченской Республики, член Президиума Пагуошского комитета при Президиуме РАН, руководитель грозненского отделения Пагуошского комитета.

## Биография
Родился в депортации 15 сентября 1955 года в станице Чарская Чарского района Семипалатинской области Казахской ССР. В 1964 году семья вернулась в родное село Алхан-Кала Грозненского района Чечено-Ингушской АССР. В 1972 году окончил Алхан-Калинскую среднюю школу № 1.
В 1977 году окончил геологоразведочный факультет Грозненского нефтяного института имени академика М. Д. Миллионщикова по специальности «Геофизические методы поисков и разведки». По окончании института был оставлен при кафедре промысловой и разведочной геофизики. В 1978 году стал младшим научным сотрудником.
В 1980 г. поступает в аспирантуру по специальности «Геология нефти и газа»
по заочной форме обучения, а в 1982 г. переходит на очную форму обучения и его научным руководителем становится Заслуженный геолог РСФСР, профессор Б. К. Лотиев.  В 1984 году он окончил аспирантуру и защитил кандидатскую диссертацию на тему «Геологическая интерпретация геофизических полей Западного Предкавказья в связи с перспективами нефтегазоносности». В том же году за научную работу по геологической интерпретации геофизических полей Карабулак-Ачалукского нефтяного месторождения ему была присуждена премия Ленинского комсомола Чечено-Ингушетии в области науки.
В 1984—1986 годах работал по совместительству доцентом кафедры прикладной геодезии. В 1989—1991 годах был доцентом кафедры промысловой и разведочной геофизики и деканом по работе с иностранными студентами. В 1992 году стал заведующим кафедрой прикладной геодезии и проректором по учебной работе. В 1994 году стал первым проректором, а в 1996 году — проректором по учебно-методической работе.
В 1995 году создал кафедру экологии, которой заведовал до 1997 года. С 1995 года — профессор кафедры промысловой и разведочной геофизики. В 1996 году избран ректором Грозненского нефтяного института, но после прихода к власти сепаратистов был вынужден покинуть республику и переехать в Москву.
В 1997 году поступил в докторантуру при Объединенном институте физики Земли имени Отто Юльевича Шмидта. Его научным консультантом был академик В. Н. Страхов.
30 марта 2000 года стал ректором Грозненского государственного нефтяного института, а в 2001 году был утверждён в этой должности Учёным советом института и приказом Министерства образования РФ.
С 2002 года заведующий отделом геологии, геофизики и геохимии Комплексного научно-исследовательского института РАН (КНИИ РАН). С 2004 года — член-корреспондент Академии наук Чеченской Республики. В том же году в Объединённом институте физики Земли защитил докторскую диссертация на тему «Метод F-аппроксимаций при решении задач гравиметрии и магнитометрии». Решением ВАК РФ ему присвоена ученая степень доктора физико-математических наук.
В 2006 году переизбран на должность ректора Грозненского государственного нефтяного института на новый срок. Тогда же избран академиком Международной академии наук высшей школы (МАН ВШ).
В 2007 году избран академиком Академии наук Чеченской Республики. В том же году избран заведующим кафедрой «Сети связи и системы коммутаций» Грозненского государственного нефтяного института. В 2009 году перешел на должность профессора кафедры прикладной геофизики и геоинформатики.
В ноябре 2007 года по собственному желанию ушёл с должности ректора Грозненского государственного нефтяного института. В 2008 году стал заместителем директора КНИИ РАН по внешним связям. С декабря 2008 года заведующий отделом науки о Земле Академии наук Чеченской Республики. Член Общественной палаты Чеченской Республики.

## Награды и звания
- Заслуженный геолог Российской Федерации (2021)[3];
- Медаль «За заслуги перед Чеченской Республикой» (2005);
- Заслуженный деятель науки Чеченской Республики;
- Почётный работник высшего профессионального образования Российской Федерации[1];
- Член Общественной палаты Чеченской Республики;
- Член Президиума Пагуошского комитета при Президиуме РАН[4];
- Руководитель грозненского отделения Пагуошского комитета[4].